# Adam Rankin Alexander
Adam Rankin Alexander (* 1. November 1781 im Rockbridge County, Virginia; † 1. November 1848 in Jackson, Tennessee) war ein US-amerikanischer Politiker. Zwischen 1823 und 1827 vertrat er den Bundesstaat Tennessee im US-Repräsentantenhaus. Er war Sklavenhalter.

## Werdegang
Adam Alexander arbeitete zunächst als Landvermesser. Seit 1817 verfolgte er in Tennessee als Mitglied der Demokratisch-Republikanischen Partei eine politische Laufbahn. In diesem Jahr wurde er in den Staatssenat gewählt. Damals arbeitete er für das Katasteramt im Madison County. Dort wurde er auch Mitglied des Bezirksgerichts.
Bei den Kongresswahlen des Jahres 1822 wurde Alexander im zweiten Wahlbezirk von Tennessee in das US-Repräsentantenhaus in Washington, D.C. gewählt, wo er am 4. März 1823 sein neues Mandat antrat. Dieser Sitz war in der vorherigen Legislaturperiode unbesetzt geblieben, weil der 1820 wiedergewählte Abgeordnete Henry Hunter Bryan nicht mehr zugelassen wurde. Nach einer Wiederwahl im Jahr 1824 im neunten Distrikt konnte er bis zum 3. März 1827 zwei Legislaturperioden im Kongress absolvieren. Diese waren von den Diskussionen zwischen Anhängern und Gegnern des späteren Präsidenten Andrew Jackson überschattet. Adam Alexander war ein Anhänger Jacksons. Im Jahr 1828 wurde er nicht bestätigt.
1834 nahm Alexander als Delegierter an der Tennessee State Abolition Convention teil. In den Jahren 1841 bis 1843 saß er als Abgeordneter im Repräsentantenhaus von Tennessee. Er starb am 1. November 1848, seinem 67. Geburtstag, in Jackson und wurde auf dem Pryor Cemetery im Marshall County in Mississippi beigesetzt.